# Stadhouderskade 145-146
Het complex Stadhouderskade 145-146/Hemonystraat 1 bestaat uit een drietal panden aan de Stadhouderskade/Singelgracht hoek Hemonystraat te Amsterdam-Zuid, De Pijp. 
De architect(-en) van dit complex met drie woonhuizen is vooralsnog onbekend. Ze zijn opgetrokken in de Eclectische bouwstijl, die veelvuldig werd toegepast aan de Stadhouderskade. De toegangspoorten zijn daarbij hoog aangesneden, hetgeen aan die kade vaker voorkomt. Tevens zijn aan de kant van de Stadhouderskade per pand twee balkonnetjes geplaatst die ontbreken. Het opvallendst is hier echter wat er niet is. Bijna alle hoekpanden aan de Stadhouderskade zijn voorzien van afgesneden hoeken waarop erkers geplaatst zijn. Hier ontbreekt zowel de schuine afsnijding als de erkers, als of de bouwers van plan waren er aan de westkant andere panden tegen aan te bouwen. Aan de zijde van de Hemonystraat is een blinde raamgang.
De gebouwen dien(d)en voornamelijk tot bewoning met hier en daar een kantoor. In het verleden zat op nummer 145 Huize Jacobs, een pension voor niet al te vermogende mensen. Er was voorts eind 1965 het Comité Verzoekschrift Staten-Generaal gevestigd dat handtekeningen verzamelde tegen de werkwijze van de regering (lees goedkeuringswet) inzake het huwelijk van Prinses Beatrix en Claus von Amsberg. Tegen het huwelijk bestond bij de leden geen bezwaar, ook al heerste er "een groot onbehagen". Het comité bestond alleen in september, oktober, november en december 1965, waar bij het zichzelf ophief. Het aantal in te zamelen handtekening werd ingeschat op meer dan 500.000, er kwamen er circa 65.000. Dit werd mede veroorzaakt doordat een aantal kranten weigerde een advertentie voor het comité te plaatsen. Bovendien was er ook direct een tegencomité opgericht.

Op nummer 146 zat voor en na de Tweede Wereldoorlog enige tijd het Dr. Aletta Jacobshuis (geen familie) dat voor de oorlog geleid werd door de arts Bernard Premsela (omgebracht in Auschwitz). Het gebouw 146 vertoont in 2016 enige mate van verzakking.
Oost ·
160 ·
158 ·
157 ·
156 ·
155 ·
151-154 ·
149-150 ·
145-146 ·
142-144 ·
140-141 ·
137-139 ·
135-136 ·
130-134 ·
129 ·
128 ·
125-127 ·
123-124 ·
116-122 ·
115 ·
110-113 ·
100-101 ·
97 ·
95-96 ·
93-94 ·
92 ·
91 ·
89-90 ·
87-88 ·
86 ·
85 ·
84 ·
82-83 ·
78-79 ·
77 ·
Heineken Brouwerij ·
74 ·
72-73 ·
69-70 ·
68 ·
67 ·
65-66 ·
64 ·
62-63 ·
60-60a ·
58-59 ·
56-57 ·
Willemshuis ·
Van Nispenhuis ·
Kapel van Sint Josephs Gezellen-Vereeniging ·
54 ·
52-53 ·
47-49 ·
Carel Willinkplantsoen ·
Polderhuis ·
Ruysdaelkade 2-4 ·
Judith Leysterbrug ·
42 (Rijksmuseum) ·
40-41 ·
31-35 ·
30 ·
29 ·
Park Centraal Amsterdam ·
Stedemaagd (Vondelpark) ·
Byzantium ·
Koepelkerk ·
12 (Marriott) ·
Persilhuis ·
7 ·
5 ·
3 ·
1 ·
West